# سندی بار
سَندی بار (به عبری: סנדי בר) (زاده ۵ آوریل ۱۹۷۶ در تل‌آویو، اسرائیل)، هنرپیشه و مانکن مشهور اسرائیلی است.
او در آگهی‌های تبلیغاتی برای یک نوع آبجو، Milki و Isracart ظاهر شد. او برای شرکت‌های مد، Castro و Pilpel کار کرده کرده‌است. وی کار بازیگری خود را در سال ۱۹۹۶ در نمایشنامه تلویزیونی "Deadly Fortune"، به کارگردانی Eran Riklis آغاز کرد و برای اولین بار از کانال پخش شد و در سریال !Zbeng در نقش زینزانا ایفای نقش کرد. او برای چندین سال در لس آنجلس با شوهر بازیگرش Aki Avni و پسرش زندگی می‌کرد. آنها در سال ۲۰۰۸ به اسرائیل بازگشتند و از هم جدا شدند.